# José Luis Alcaine Escaño
José Luis Alcaine Escaño (Tetuan, Protectorat espanyol del Marroc; 26 de desembre de 1938), és un director de fotografia espanyol, pioner en la utilització de tubs fluorescents com a llum principal en la dècada de 1970.

## Biografia
És acadèmic corresponent de la Reial Acadèmia de Belles Arts de Sant Ferran.
La seva ingent labor cinematogràfica ha estat recompensada amb cinc Premis Goya a la millor fotografia d'un total de divuit nominacions. En 2009, Notro Films —del conglomerat Vértice Cine, unió de Manga Films i Notro Films— i va oferir dirigir la fotografia digital de la seva primera sèrie, Doctor Mateo.
En 2011 va donar a conèixer la seva teoria de la inspiració del Guernica de Picasso. Segons ell, la inspiració es devia a imatges molt definides en la pel·lícula Adéu a les armes (1932) de Frank Borzage. Existeixen onze coincidències molt notòries entre plans de la pel·lícula i el magnífic quadre del Guernica: com el cavall renillant, la dona que clama al cel, la porta del fons —amb un dibuix d'ombres molt semblant en el film i en el quadre—, l'incendi de la casa, la cara espaordida de dona, la dona fugint amb els braços oberts, el mort jacent de cap per amunt en el quadre amb la mà estesa —en el film està de cap per avall, però en unes fotos preses per l'amant fotògrafa de Picasso, Dora Maar, d'unes primeres anotacions del Guernica, es veu que va començar pintant aquest cos de cap per avall—, la mà oberta cap al cel que es correspon amb un gran primer pla d'una mà que es tanca convulsament en el film, la dona amb el nen en braços que clama als cels, l'oca que crida espaordida que es correspon amb un bressol on transporten dues oques espantades —el sabre trencat que es correspon amb un diàleg en el film en què Gary Cooper li comenta a Helen Hayes que els sabres ja no serveixen per a res en el front de batalla. A més el quadre el pinto Picasso en blanc i negre, igual que la pel·lícula i tot el quadre fa l'efecte que tot ell té un moviment de dreta a esquerra exactament igual que la seqüència d'on estan trets la majoria de les inspiracions, que tota ella es desenvolupa de dreta a esquerra. I finalment José Luis Alcaine afegeix que per a ell, el toro del Guernica és la representació del seu pintor, Pablo Picasso, ja que ell s'ha mostrat múltiples vegades com un toro en diverses de les seves pintures. I a més té un lloc en el quadre molt semblant al lloc que ocupa Velázquez a Las meninas, quadre que és per a Picasso el més admirable del món.

## Premis i candidatures

### Premis Goya
| Categoria         | Any  | Pel·lícula                               | Resultat  |
| ----------------- | ---- | ---------------------------------------- | --------- |
| Millor fotografia | 2016 | La reina de España                       | Nominat   |
| Millor fotografia | 2011 | La piel que habito                       | Nominat   |
| Millor fotografia | 2007 | Las 13 rosas                             | Guanyador |
| Millor fotografia | 2006 | Volver                                   | Nominat   |
| Millor fotografia | 2005 | Otros días vendrán                       | Nominat   |
| Millor fotografia | 2004 | Roma                                     | Nominat   |
| Millor fotografia | 2003 | Al sur de Granada                        | Nominat   |
| Millor fotografia | 2002 | El caballero Don Quijote                 | Guanyador |
| Millor fotografia | 1997 | En brazos de la mujer madura             | Nominat   |
| Millor fotografia | 1996 | Tranvía a la Malvarrosa                  | Nominat   |
| Millor fotografia | 1994 | La pasión turca                          | Nominat   |
| Millor fotografia | 1993 | El pájaro de la felicidad                | Guanyador |
| Millor fotografia | 1992 | Belle Époque                             | Guanyador |
| Millor fotografia | 1990 | ¡Átame!                                  | Nominat   |
| Millor fotografia | 1990 | ¡Ay, Carmela!                            | Nominat   |
| Millor fotografia | 1989 | El sueño del mono loco                   | Guanyador |
| Millor fotografia | 1988 | Malaventura                              | Nominat   |
| Millor fotografia | 1988 | Mujeres al borde de un ataque de nervios | Nominat   |
| Millor fotografia | 1986 | La mitad del cielo                       | Nominat   |

### Premio Acadèmia del cinema Europeu 2006 per Volver
- Premi Nacional de Cinematografia (1989).

## Filmografia
- La reina de España (2016)
- Com reines (2016)
- Altamira (2015)
- Los amantes pasajeros (2013)
- La piel que habito (2011)
- Rivales (2008)
- Las trece rosas (2007)
- Tuya siempre (2007)
- Teresa, el cuerpo de Cristo (2007)
- Tirant Lo Blanc (2006)
- Volver (2006)
- Vida y color (2005)
- La vida perra de Juanita Narboni (2005)
- Roma (2004)
- La puta y la ballena (2004)
- La mala educación (2004)
- The Dancer Upstairs (2003)
- Al sur de Granada (2003)
- El caballero Don Quijote (2002)
- La vida de nadie (2002)
- Chica de Río (2001)
- Son de mar (2001)
- Sé quién eres (2000)
- Blast From the Past (1999)
- Celos (1999)
- L'Amante perduto (1999)
- Don Juan (1998)
- Il Mio West (1998)
- La pistola de mi hermano (1997)
- En brazos de la mujer madura (1997)
- Tranvía a la Malvarrosa (1997)
- Two Much (1996)
- Libertarias (1996)
- Más allá del jardín (1996)
- La teta i la lluna (1994)
- La pasión turca (1994)
- Jamón, jamón (1993)
- Huevos de oro (1993)
- Intruso (1993)
- El pájaro de la felicidad (1993)
- Belle Époque (1992)
- Amantes (1991)
- ¡Ay, Carmela! (1991)
- Hay que zurrar a los pobres (1991)
- Solo o en compañía de otros (1991)
- ¡Atame! (1990)
- Dancing Machine (1990)
- El sueño del mono loco (1989)
- El mar y el tiempo (1989)
- Mujeres al borde de un ataque de nervios (1988)
- El Lute II: mañana seré libre (1988)
- Jarrapellejos (1988)
- Malaventura (1988)
- El Lute: camina o revienta (1987)
- Barbablú, Barbablú (1987)
- La mitad del cielo (1986)
- El caballero del dragón (1986)
- Mambrú se fue a la guerra (1986)
- El viaje a ninguna parte (1986)
- Hay que deshacer la casa (1986)
- Rustlers' Rhapsody (1985)
- La reina del mate (1985)
- Los paraísos perdidos (1985)
- La corte de Faraón (1985)
- El Caso Almería (1984)
- Akelarre (1984)
- Tasio (1984)
- El sur (1983)
- Demonios en el jardín (1982)
- La Triple muerte del tercer personaje (1982)
- Asesinato en el Comité Central (1982)
- La campanada (1980)
- La muchacha de las bragas de oro (1980)
- Soldados (1978)
- Oro rojo (1978)
- Vámonos, Bárbara (1978)
- Così come sei (1978)
- Marián (1977)
- El puente (1977)
- Dios bendiga cada rincón de esta casa (1977)
- Retrato de familia (1976)
- ¿Quién puede matar a un niño? (1976)
- Pepita Jiménez (1975)
- Ya soy mujer (1975)
- País, S.A. (1975)
- Yo la vi primero (1974)
- El niño es nuestro (1973)
- Corazón solitario (1973)
- Vera, un cuento cruel (1973)